# Bucey-en-Othe
Bucey-en-Othe är en kommun i departementet Aube i regionen Grand Est (tidigare regionen Champagne-Ardenne) i nordöstra Frankrike. Kommunen ligger  i kantonen Estissac som ligger i arrondissementet Troyes. År 2022 hade Bucey-en-Othe 433 invånare.

## Befolkningsutveckling
Antalet invånare i kommunen Bucey-en-Othe
Referens: INSEE

## Galleri

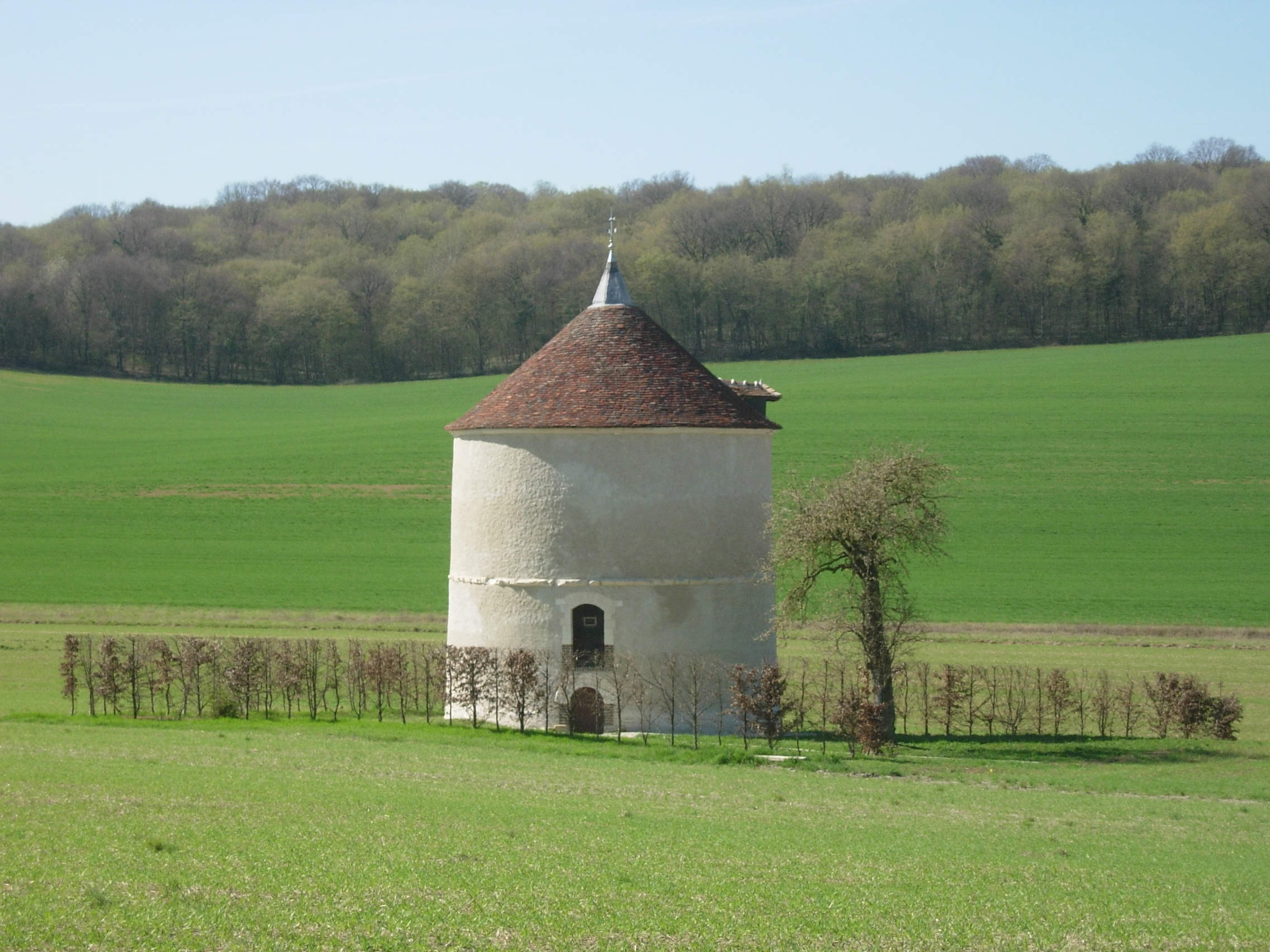
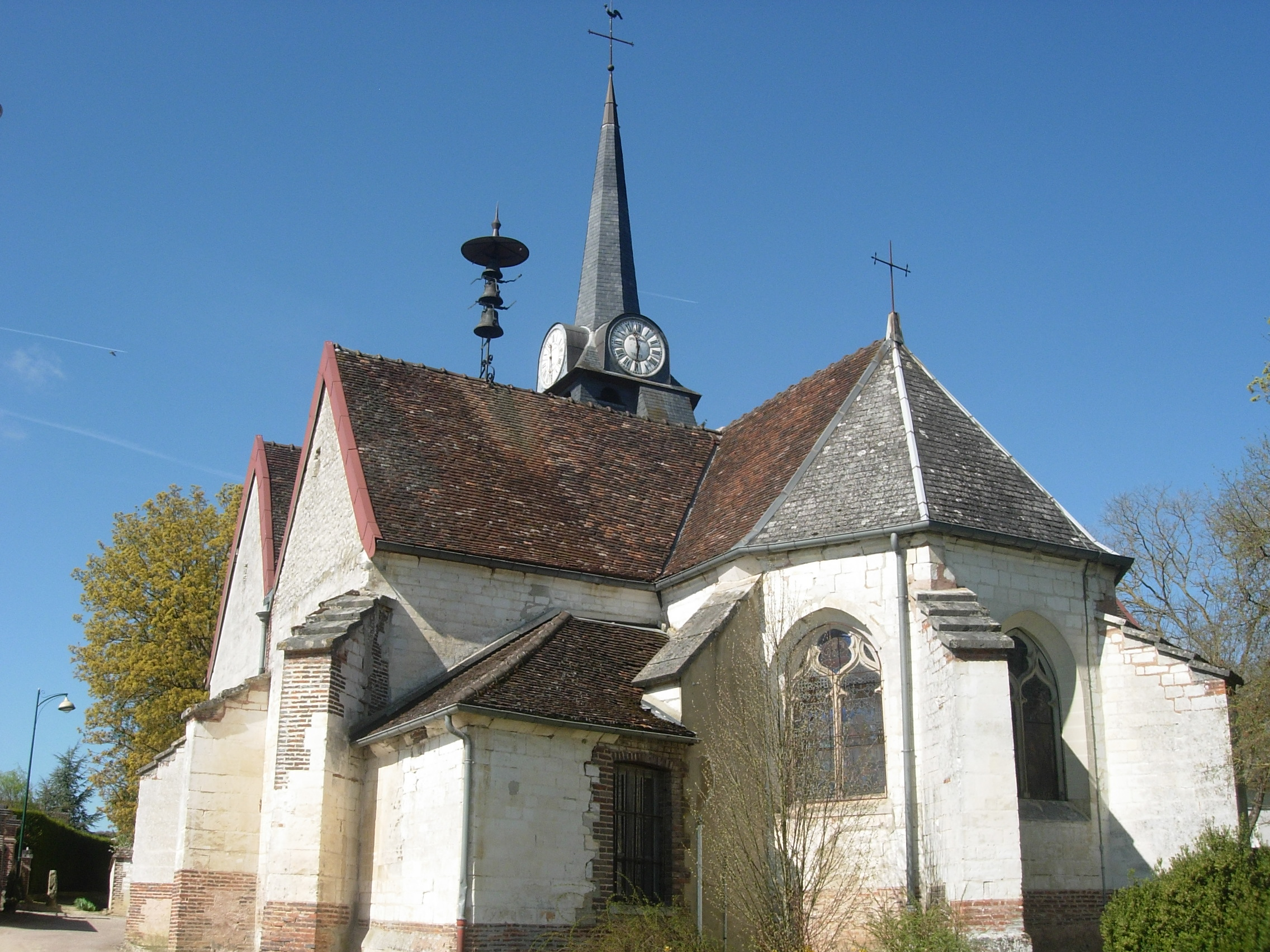
Église de Bucey-en-Othe
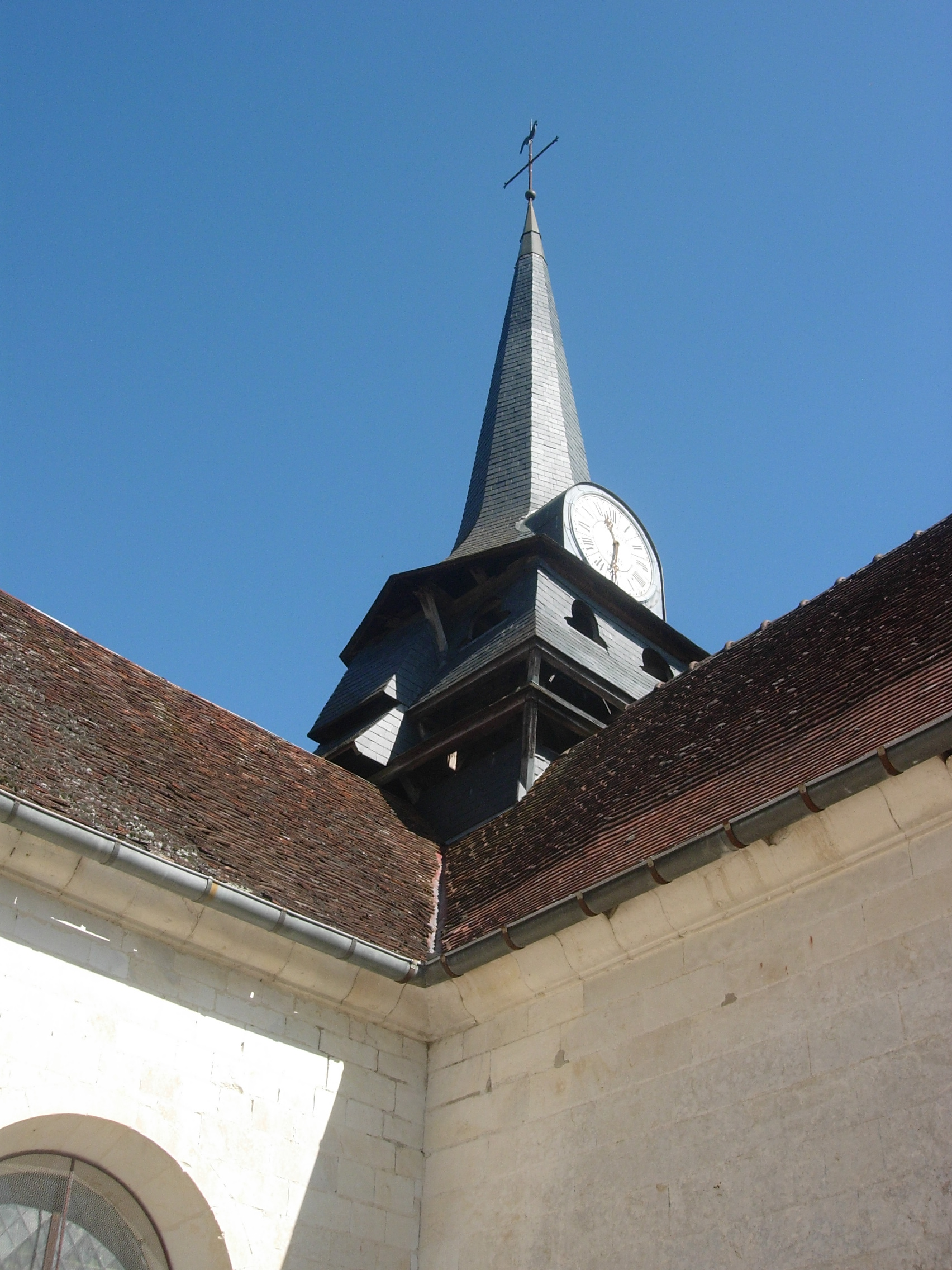
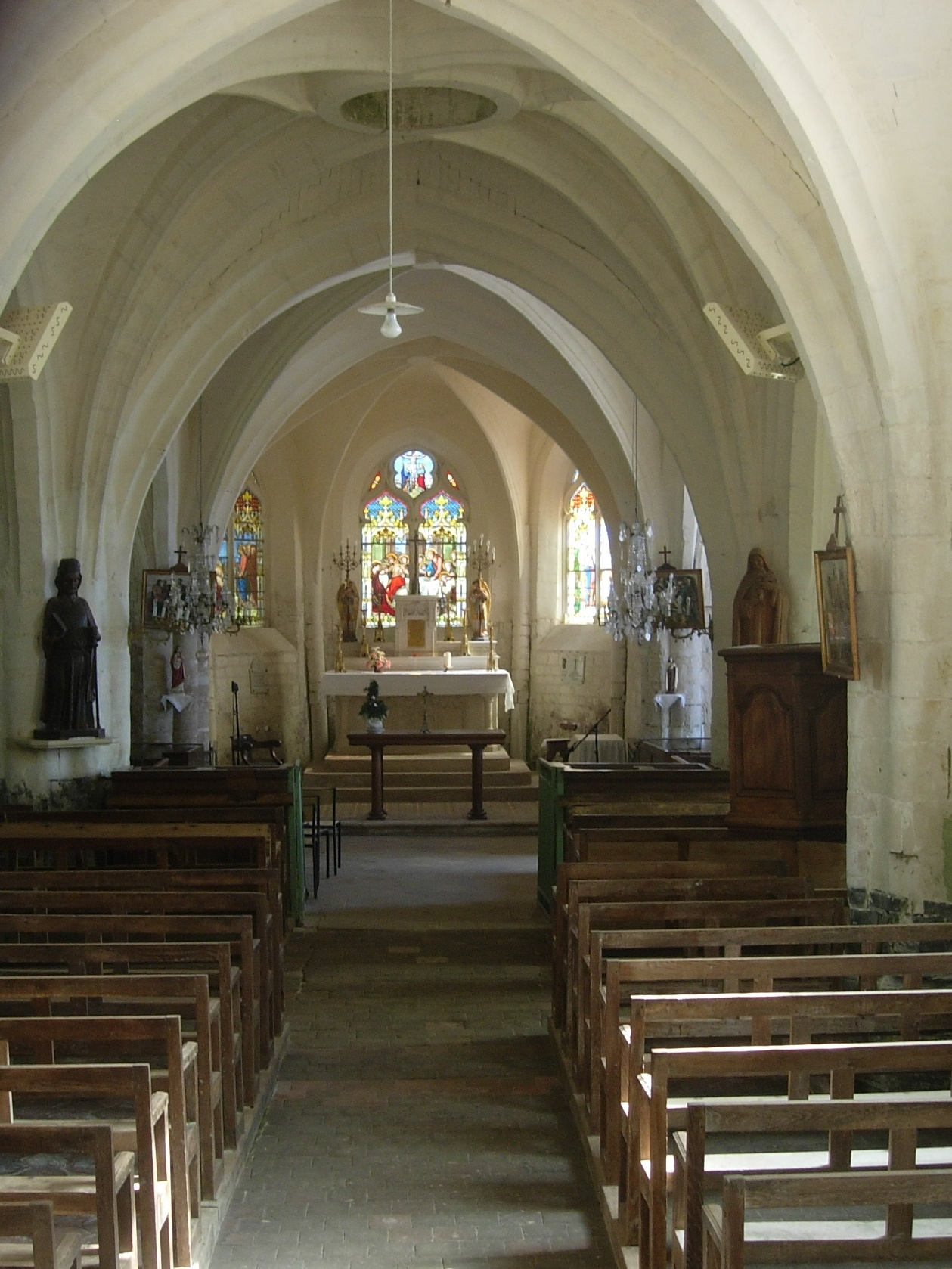
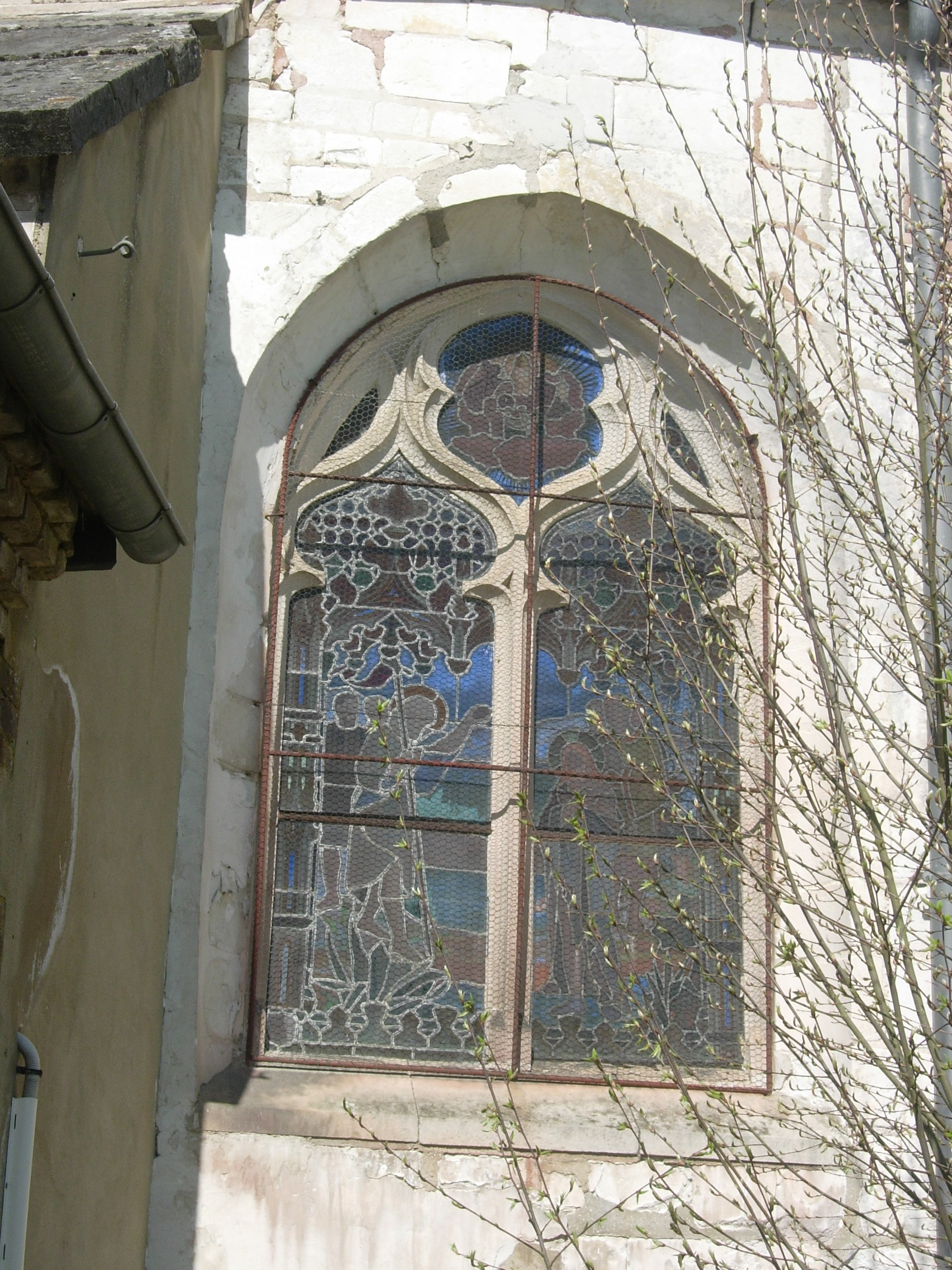